# Маклейн, Тара
Тара Маргарет Чэрити Маклейн (род. 1973) — канадская певица, автор песен и актриса.

## Биография
Тара Маргарет Чэрити Маклейн родилась 25 октября 1973 года в Шарлоттауне, что в Канаде, в семье певца Дэнни Костейна и актрисы Шарлин Маклейн. У Тары была младшая сестра — Шэй Маклейн (погибла в автокатастрофе 24 мая 2002 года).

## Карьера
Тару заметили два сотрудника компании «Nettwerk», когда она вместе с друзьями пела на верхней палубе одного из судов, переправляющихся по Галф-Айлендсу (Gulf Islands). В список её хитов входят такие композиции, как «Evidence» и «If I Fall», а также кавер на рождественскую песню «Light of the Stable».
В 2000 году Тара сыграла роль певицы на открытии в фильме Бар «Гадкий койот».

## Личная жизнь
В 1998—2004 года Тара была замужем за Биллом Беллом. В этом браке Маклейн родила свою первую дочь — Софию Мэдрин Солейл Белл (род. 2001).
В настоящее время Тара замужем во второй раз за Телом Грэндом. В этом браке Маклейн родила своих вторую и третью дочерей — Стеллу Хезер Скай Грэнд (род. 2006) и Флору Самадхи Шэй Грэнд (род. 2008).